# Wytyczne techniczne K-1.2
Wytyczne techniczne K-1.2 – zbiór zasad technicznych dotyczących wykonywania prac geodezyjnych w Polsce związanych z aktualizacją i modernizacją mapy zasadniczej, wprowadzony zaleceniem Dyrektora Biura Rozwoju Nauki i Techniki Głównego Urzędu Geodezji i Kartografii Stanisława Różanka z 2 stycznia 1981 roku do stosowania wytycznych K-1.2 "Mapa zasadnicza. Aktualizacja i modernizacja". Ostatnim wydaniem jest wydanie drugie z 1987 roku. Wytyczne stanowią uzupełnienie instrukcji technicznej K-1 będącej do 8 czerwca 2012 standardem technicznym w geodezji.
Wytyczne zostały opracowane w Instytucie Geodezji i Kartografii przez zespół w składzie: Krystyna Podlacha, Liliana Poteralska-Walczyńska, Grażyna Skalska, Jan Ziobro, Jerzy Zwierzyński zgodnie z zaleceniami Biura Rozwoju Nauki i Techniki oraz Biura Administracji Geodezyjnej Głównego Urzędu Geodezji i Kartografii reprezentowanego przez Edwarda Jarosińskiego, Stanisława Czarneckiego i Apoloniusza Szejbę, określają postępowanie techniczne (zasady i metody) obowiązujące przy wykonywaniu prac geodezyjnych i kartograficznych w procesie aktualizacji bieżącej, okresowej i modernizacji mapy zasadniczej mających na celu: 
- utrzymanie mapy zasadniczej w skalach 1:500, 1:1000, 1:2000 i 1:5000 w aktualności
- należyte wykorzystanie map i materiałów geodezyjno-kartograficznych do modernizacji mapy, w wyniku której uzyskana zostanie mapa zasadnicza

oraz stanowią integralną całość z "Zasadami organizacyjnymi aktualizacji mapy zasadniczej kraju", wprowadzonymi do stosowania Decyzją nr 5 Prezesa GUGiK z 20 kwietnia 1978 roku.
Przedmiotowe wytyczne obowiązują przy aktualizacji mapy zasadniczej sporządzonej zgodnie z instrukcjami K-1 Mapa zasadnicza i G-4 Pomiary sytuacyjne i wysokościowe, z jednoczesnym uwzględnieniem odpowiednich przepisów instrukcji G-1 Geodezyjna osnowa pozioma i G-2 Geodezyjna osnowa wysokościowa oraz przy aktualizacji dotychczasowej mapy zasadniczej opracowanej w oparciu o inne instrukcje.
Przepisy wytycznych definiują m.in.:
1. aktualizację bieżącą jako zespół czynności polowych i kameralnych pozwalający na określenie kształtu i położenia nowo budowanych obiektów budowlanych oraz innych szczegółów sytuacyjnych stanowiących treść mapy zasadniczej, tuż po ich powstaniu oraz naniesienie tych elementów na prowadzoną mapę
2. aktualizację okresową jako zespół czynności polowych i kameralnych wykonywanych w odstępach czasu wynikających z bieżących potrzeb, pozwalający na doprowadzenie do zgodności treści mapy zasadniczej z sytuacją terenową. Ma ona na celu ujawnienie zmian nie zgłoszonych w trybie aktualizacji bieżącej
3. modernizację polegającą na doprowadzeniu dotychczasowej treści i formy istniejącej mapy zasadniczej do treści i formy przewidzianej nowymi przepisami technicznymi oraz przeprowadzeniu aktualizacji mającej na celu doprowadzenie modernizowanej mapy do zgodności z terenem
4. mapę dyżurną jako kopię istniejącej mapy zasadniczej, na której rejestrowane są w sposób schematyczny zmiany zachodzące w terenie w zakresie tych elementów treści mapy zasadniczej, podlegające aktualizacji bieżącej.

Wytyczne K-1.2 nie dotyczą aktualizacji i modernizacji mapy zasadniczej opracowanej metodą numeryczną.